# Jeanne-Marie Ruth-Rolland
Jeanne-Marie Ruth-Rolland (Bangassou, 17 de junho de 1937 - Paris, 4 de junho de 1995) foi uma política e ministra centro-africana, que fundou o partido Parti Républicain Centrafricain (PRC). Foi a primeira mulher a criar um partido político e a concorrer em uma eleição presidencial na Centráfrica.

## Biografia
Nasceu no dia 17 de junho de 1937, em Bangassou, como Jeanne-Marie Ruth; filha de Josephine Kiringinza e Jean Pierre Lassalas. Ainda criança, seu pai veio a falecer; e sua mãe casou-se novamente com o sultão Amiel Sayo. Por ser filha de pai francês, Rolland estudou em escolas de educação francesa, da colônia Ubangui-Chari (atual Centráfrica). Casou-se com Jean Rolland, com quem teve cinco filhos.
Trabalhou como monitora de uma escola da colônia, no ano de 1956; e como professora até o ano de 1964. Se tornou funcionária pública, em 1969, trabalhando no Ministério da Defesa Nacional, no setor de Serviço Social. Passou a ser diretora do setor em 1977; e, tempos depois, tornou-se a conselheira do Primeiro-Ministro, em assuntos referente à mulheres.
Foi presidente da Cruz Vermelha, em 1980, onde ganhou boa reputação e foi muita admirada pelo seu trabalho junto aos godobés (crianças de rua). Em 1981, o presidente Giscard d’Estaing disse que tinha vendido os diamantes recebidos de presente do ditador Bokassa, em 1973, e tinha doado todo o dinheiro para a Cruz Vermelha. Rolland publicou uma nota, desmentindo Giscard sobre a doação. Rolland foi dispensada do cargo na Cruz Vermelha pelo presidente David Dacko.
Entre 1986 e 1991, ficou presa no campo paramilitar Compagnie Nationale de la Sécurité, por se opor e expor suas críticas ao governo ditatorial do general Andre Kolingba. Quando saiu da prisão, o país estava passando por uma pressão estrangeira de realizar eleições democráticas. Rolland fundou o partido Parti Républicain Centrafricain (PRC). Ganhou nas eleições como deputada do distrito de Bakouma, mas o general Kolingba anulou os votos. Atuou como ministra de assuntos sociais e da mulher, entre 1992 e 1993. Em agosto de 1993, candidatou-se à presidência, contra o general Kolingba; perdeu as eleições, ficando em oitavo lugar, com 8.068 votos.

Ficou doente em 1994, e se retirou para Paris, onde faleceu no dia 4 de junho de 1995.